# ۲۸ خرداد
۲۸ خرداد نودمین روز سال در گاه‌شماری خورشیدی است. به پایان سال ۲۷۵ روز (۲۷۶ روز در سال کبیسه) باقی‌است.

## رویدادها
- ۱۱۱۴ - نبرد یغوارد
- ۱۱۷۶ - قتل آقامحمدخان قاجار
- ۱۱۷۶ - آغاز پادشاهی فتحعلی شاه در تهران.
- ۱۲۸۸ - سردار اسعد بختیاری با قوایی شامل هزار سوار پیشروی خود را به سوی تهران آغاز کردند. این نیروها با پیوستن به انقلابیون دیگر به زودی دولت استبدادی محمد علی شاه قاجار را ساقط و خود او را به خارج از کشور تبعید کردند.[۱]
- ۱۳۶۷ - عملیات چلچراغ و تصرف شهر مهران توسط سازمان مجاهدین
- ۱۳۸۸ - راهپیمایی سکوت معترضین به نتیجه دوره دهم انتخابات ریاست جمهوری از میدان امام خمینی (توپخانه) و میدان فردوسی تا خیابان انقلاب تهران.
- ۱۳۹۲ - رقابت ۲۸ خرداد ۱۳۹۲ تیم ملی فوتبال ایران با تیم ملی فوتبال کره جنوبی در مرحله مقدماتی جام جهانی فوتبال ۲۰۱۴ (آسیا)[۲]
- ۱۳۹۶ - حمله موشکی ۲۰۱۷ دیرالزور
- ۱۴۰۱ - حادثه ۲۸ خرداد ۱۴۰۱ فروند گرامن اف-۱۴ تام‌کت نهاجا
- ۱۴۰۰ - انتخابات ریاست‌جمهوری ایران (۱۴۰۰)

## زادروزها
- ۱۲۹۹ - عنایت‌الله رضا، فلسفه‌دان، نویسنده و مترجم و محقق تاریخ و جغرافیای تاریخی
- ۱۳۰۷ - محمد مفتح، روحانی و سیاست‌مدار
- ۱۳۴۲ - خسرو احمدی، بازیگر
- ۱۳۴۹ - تندیس تناولی، تهیه‌کننده و کارگردان

## مرگ‌ها
- ۱۱۷۶ - آقامحمدخان قاجار ، نخستین پادشاه ایران از قاجاریان به قتل رسید
- ۱۳۶۲ - اعدام مونا محمودنژاد، به همراه ده تن از دختران و زنان دیگر بهائی
- ۱۳۹۲ - فهیمه رحیمی، نویسنده رمان‌های عامه‌پسند
- ۱۳۹۲ - ابراهیم ذهبی، عکاس
- ۱۳۹۶ - آتنا اصلانی، به قتل رسید
- ۱۳۹۷ - محمد ثلاث، از دراویش گنابادی اعدام شد
- ۱۴۰۲ - نصرالله ناصح‌پور، خواننده و مدرس آواز